# شورآب (ارسنجان)
شورآب روستایی در دهستان شورآب بخش مرکزی شهرستان ارسنجان استان فارس ایران است.

## جمعیت
بر پایه سرشماری عمومی نفوس و مسکن در سال ۱۳۹۵ جمعیت این روستا ۱٬۳۲۵ نفر (۴۰۵خانوار) بوده‌است.